# Battaglia delle Isole di Hyères
La Battaglia delle Isole di Hyères (detta anche Battaglia delle Isole d'Oro) fu un combattimento navale avvenuto tra la flotta combinata anglo-napoletana e la flotta francese del Mediterraneo il 13 luglio 1795 nel corso delle Guerre rivoluzionarie francesi.
Dall'inizio della guerra nel 1793 la flotta francese aveva subito una serie di sconfitte che avevano limitato le operazioni francesi nel Mediterraneo alle sole aree costiere. La flotta francese, comandata da Pierre Martin, aveva cercato di forzare il blocco navale degli inglesi nel 1795, ma a marzo di quello stesso anno era stata bloccata dagli inglesi al comando di William Hotham nel Golfo di Genova. 
Nella successiva Battaglia di Genova due navi francesi vennero catturate prima che Martin fosse in grado di ritirarsi in un porto sicuro.
Nella primavera sia Martin che Hotham ricevettero dei rinforzi dalle loro rispettive flotte dell'Atlantico, con l'ammiraglio inglese salpato da Minorca mentre Martin venne costretto a reprimere un ammutinamento tra i suoi marinai. Nel mese di giugno Hotham era tornato nel Mar Ligure ed aveva ancorato alla Baia di San Lorenzo, in Corsica. All'inizio di luglio la flotta di Martin venne scoperta al largo di Cap Corse da uno squadrone inglese al comando del capitano Horatio Nelson e, con un poco di ritardo, Hotham si diede alla caccia di quelle navi. Martin si ritirò all'ancoraggio sicuro delle Isole di Hyères, ma il 13 luglio le sue navi vennero colte dall'avanguardia inglese. Dopo un breve scontro gli inglesi riuscirono a colpire la nave francese Alcide e la costrinsero alla resa.
L’Alcide prese fuoco nel corso dello scontro e affondò poco dopo con pesanti perdite dell'equipaggio. Hotham era in posizione tale che avrebbe potuto attaccare anche le altre navi francesi, ma evitò di farlo, e questo fatto gli valse la frustrazione dei suoi ufficiali e le critiche dei successivi storici. Gli inglesi mantennero attivo il loro blocco e Martin rimase al suo posto per il resto dell'anno. Questa fu l'ultima azione bellica nel Mediterraneo prima che la flotta inglese venisse costretta a ritirarsi alla fine del 1796.

## Antefatto
Già nei primi anni delle Guerre rivoluzionarie francesi la Flotta del Mediterraneo aveva messo in difficoltà la flotta francese all'Assedio di Tolone nell'agosto del 1793. Poco dopo le forze francesi ripresero la città nel dicembre di quello stesso anno, mentre gli spagnoli che avevano occupato la città cercarono di incendiare le navi francesi nel porto, ma con un successo solo parziale. Nel 1794, quando i francesi ebbero riparate le loro navi, gli inglesi invasero e catturarono la Corsica, utilizzando poi la Baia di San Fiorenzo come ancoraggio da cui istituire un blocco a Tolone.
Anche se la flotta francese, al comando del contrammiraglio Pierre Martin, si era portata al porto nel giugno del 1794, non fu sino al marzo del 1795 che raggiunse la forza necessaria per poter intraprendere operazioni su vasta scala. Salpando da Tolone il 3 marzo, la flotta si scontrò con la nave inglese HMS Berwick e la catturò al largo di Cap Corse, ma venne poi inseguita dalla flotta anglo-napoletana sin nel Golfo di Genova. Ritirandosi a Tolone, i francesi non furono in grado di liberarsi della flotta inglese, comandata dal viceammiraglio William Hotham, ed il 13 marzo nella Battaglia di Genova le navi vennero pesantemente danneggiate. Il giorno successivo la nave Ça Ira e la sua compagna Censeur vennero costrette alla resa, ma Martin riuscì col resto delle imbarcazioni a fuggire ad ovest.
Hotham salpò dal porto di La Spezia, dove una nave era affondata, prima di tornare a San Fiorenzo per rifocillare il suo equipaggio. In aprile portò la sua flotta a Livorno dove seppe della sua promozione al grado di Admiral of the Blue, e quindi salpò alla volta di Capo Mola al largo di Mahón sull'isola di Minorca. Qui incontrò il 14 giugno un gran gruppo di rinforzi inviati dalla Bretagna, comprendenti nove navi di linea al comando del contrammiraglio Robert Mann. Hotham era convinto che in sua assenza la flotta francese sarebbe nuovamente salvata e pertanto inviò un piccolo squadrone di fregate al comando del capitano George Henry Towry nuovamente verso il Mar Ligure alla ricerca di Martin. Questo squadrone invece incontrò uno squadrone di fregate francesi con la medesima missione e ne risultò l'Azione del 24 giugno 1795 dove la fregata francese Minerve venne catturata.
I francesi non furono in grado di salpare sino a primavera; Martin era inizialmente preoccupato di dover condurre le proprie navi in riparazione presso il porto delle Isole di Hyères al largo della costa francese. Inviò le sue navi più danneggiate a Tolone dove queste vennero raggiunte il 4 aprile da un rinforzo di sei navi di linea al comando del contrammiraglio Jean François Renaudin, provenienti da Brest il 22 febbraio. Martin si unì alle sue forze poco dopo, ma a maggio la sua flotta venne interessata da un ammutinamento. I marinai della flotta di Martin, si rifiutarono di proseguire con la loro missione per la mancanza di combattimenti attivi e di vittorie e fu solo grazie al rappresentante governativo Joseph Niou che i ribelli vennero persuasi con la promessa di "lavare il loro crimine col sangue dei nemici della repubblica".

## L'inseguimento
Niou intimò a Martin di riprendere ancora una volta la via del mare il 7 giugno, con una forza totale di 17 navi di linea e 6 fregate. Hotham rimase al largo di Minorca sino al 24 giugno per poi salpare nuovamente alla volta della costa orientale della Corsica e della Sardegna, giungendo a San Fiorenzo il 29 giugno. Lungo il percorso ricevette dei messaggi da Towry a bordo della Fox nei quali l'ammiraglio veniva avvisato che i prigionieri a bordo della Minerve avevano confessato che Martin si trovasse in mare anch'egli. Hotham ad ogni modo credette che i francesi si trovassero in mare per delle esercitazioni piuttosto che per un'operazione offensiva e pertanto decise di non intervenire, ordinando alle sue navi di ripararsi e fare rifornimenti regolarmente, senza preoccuparsi di verificare la posizione di Martin. Il 4 luglio Hotham staccò un piccolo squadrone comandato dal capitano Horatio Nelson a bordo della HMS Agamemnon, comprendente la fregata HMS Meleager e la nave HMS Ariadne con la HMS Moselle e HMS Mutine. Gli ordini di Nelson erano di incontrarsi col generale austriaco Joseph Nikolaus De Vins per condurre un'operazione congiunta contro l'Armata d'Italia nell'Italia settentrionale, come pure di salvaguardare il porto di Genova che era una delle vie costiere che conducevano poi verso la costa francese ad ovest.
Alle 16:00 del 7 luglio al largo di Capo del Melle, le forze di Nelson scoprirono la flotta francese. Martin aveva visitato Genova dove il granduca Ferdinando III di Toscana aveva recentemente siglato un trattato di pace con la Francia ed aveva inviato le navi francesi Mercure e Guerrier a Tolone. Avvistando Nelson, Martin riconobbe che gli inglesi avevano con loro ben poche forze e diede inizio al suo primo inseguimento, mentre Nelson per contro cercava di ritirarsi con la Moselle verso San Fiorenzo. Alle 07:20 del mattino seguente, la Agamemnon iniziò a sparare nella speranza di allertare Hotham della presenza dei francesi ed alle 09:30 i francesi erano ormai in vista chiaramente alle navi inglesi all'ancora. Per quanto gli inglesi fossero impreparati e vulnerabili all'attacco, Martin immediatamente ordinò alla sua flotta di portarsi ad ovest verso Tolone, ma a causa dei venti entrambi gli squadroni si trovarono bloccati. La flotta inglese era allo sbaraglio ed impiegò sino alle 21:00 perché Hotham fosse pronto per guidare 23 navi di linea tra cui la Agamemnon e due navi napoletane alleate fuori dalla baia alla ricerca dei francesi che erano fuggiti verso nord.
Per quattro giorni Hotham rimase alla ricerca dei francesi con venti contrari. Il 12 luglio, a circa 24 miglia nautiche ad est dell'Île du Levant, la piccola fregata HMS Cyclops seppe da un vascello di passaggio che i francesi da poco si erano diretti a sud passando da quel luogo. Hotham diede il segnale di prepararsi alla battaglia e guidò le sue navi a sudovest aspettandosi uno scontro coi francesi. Durante la notte una tempesta da nordovest causò dei danni a diverse sue navi, ma al 13 luglio i francesi vennero infine avvistati a sole 5 miglia nautiche da sottovento. Alle 03:45 Hotham diede l'ordine di salpare nuovamente e di tagliare ai francesi la fuga. Martin utilizzò il tempo a sua disposizione per organizzare la sua fotta ed alle 08:00 i francesi erano in linea di battaglia presso le Isole di Hyères.

## La caccia alla retroguardia
Notando che i francesi potevano comunque fuggire, Hotham diede l'ordine a questi di iniziare una caccia generale, permettendo alle sue navi più veloci di fare del loro meglio con le navi francesi. A mezzogiorno i francesi erano a 0,75 miglia nautiche dagli inglesi. Alle 12:30 un vento forte spostò da sudovest verso nord i francesi che spararono intanto delle bordate, colpendo le navi inglesi HMS Culloden, HMS Cumberland e HMS Victory.
Lo spostamento dei venti favorì gli inglesi, permettendo loro di raggiungere ancora più facilmente gli avversari francesi. Le navi inglesi furono in grado di restituire il fuoco, concentrandosi sulla nave più lenta dei francesi, l’Alcide. Sebbene Culloden venne costretto a perdere il suo albero maestro, l' Alcide era troppo danneggiata e isolata. Alle 14:00, col pericolo di essere sopraffatto, il capitano Leblond Saint-Hylaire ammainò la sua bandiera ed arrese la sua nave alla Cumberland. Il capitano Bartholomew Rowley non seppe della resa ed attaccò le altre navi francesi, le fregate Alceste e Justice tentando di raggiungere la Alcide. Le navi vennero colpite anche dalla Victory e si trovarono ben presto sotto pesante fuoco nemico. Un tentativo della Aquilon di raggiungere Alcide venne soppresso sul nascere quando la nave iniziò ad andare a fuoco.
Alle 14:42 altre navi inglesi, tra cui la Agamemnon, la HMS Blenheim, la HMS Captain e la HMS Defence si portarono a sparare sulla retroguardia francese composta dalle navi Généreux, Berwick, Tyrannicide e Aquilon. Hotham immediatamente inviò dei segnali ai suoi capitani perché facessero ritorno alla HMS Britannia. Hotham a quel punto era a sole 8 miglia nautiche dall'azione e non fu in grado di vedere che le sue navi stavano attaccando la flotta francese, intuendo invece che queste fossero disperse e quindi più vulnerabili alle batterie costiere francesi. L'ammiraglio Man a bordo della Victory dovette ripetere l'ordine due volte prima che Rowley capisse e si ritirasse dal combattimento. A questo punto le navi da battaglia erano a circa 12 miglia nautiche a sudest di Capo Roux.
Il fuoco portò alla resa l’Alcide, probabilmente a causa dello scoppio di una granata. Alle 14:15 la nave era quasi a picco. La ciurma si gettò in mare per sfuggire alle fiamme e circa 300 marinai vennero raccolti dalle scialuppe di salvataggio inglesi, ma almeno altri 300 si ha ragione di credere che siano rimasti uccisi con lo scoppio della stiva alle 15:45. Il capitano Leblond Saint-Hylaire fu tra i morti.

## Conseguenze
Al di la delle pesanti perdite di vite umane a bordo dell’Alcide, i francesi non tennero il registro dei morti, anche se alcune navi francesi risultarono pesantemente coinvolte nei combattimenti. Le perdite degli inglesi furono minori con solo 11 morti e 28 feriti su cinque navi. La Cumberland, la nave più danneggiata della flotta inglese, non ebbe perdite. La Victory, la Cumberland e la Culloden furono tutte danneggiate, ma nessuna seriamente.
Martin portò le navi sopravvissutegli nella baia del Fréjus, ancorandovi alle 19:00. La flotta francese fu poi in grado di fare ritorno a Tolone seguendo la costa senza altre interferenze da parte di Hotham e rimase nel porto locale sino al 14 settembre con l'ordine della Convenzione Nazionale di inviare sei navi di linea e tre fregate nell'Atlantico a Brest per rimpiazzare le perdite subite nel corso della Battaglia di Groix del giugno di quell'anno. Questa forza venne posta al comando del contrammiraglio Joseph de Richery ed il 7 ottobre si scontrò ed attaccò un convoglio inglese scortato al largo di Capo San Vincenzo, catturando una nave di linea e 30 mercantili.
Hotham ritornò a San Fiorenzo e poi a Livorno. In agosto si portò per breve tempo a Tolone prima di ritirarsi ancora una volta, anche se Nelson intercettò il suo squadrone che operava nella costa mediterranea, attaccando le posizioni costiere presso Alassio. In settembre Hotham inviò un distaccamento ad inseguire Richery, a queste forze giunsero troppo in ritardo per impedire la distruzione del convoglio in ottobre. Sul finire dell'anno un altro squadrone francese venne inviato in missione a Smirne, guidato dal capitano Honoré Ganteaume, causando diversi danni ai mercantili inglesi nel Mediterraneo orientale. Hotham si ritirò dal suo incarico a Livorno dal 1º novembre, passando il comando della Flotta del Mediterraneo all'ammiraglio Sir John Jervis. Martin non compì altre campagne militari nel Mediterraneo, ma sul finire del 1796 le vittorie francesi di terra in Italia eliminarono tutti gli alleati inglesi nella guerra, rendendo economicamente non conveniente il mantenimento della flotta al largo di Tolone. La Flotta inglese del Mediterraneo venne costretta a ritirarsi lungo il Tago, cedendo il teatro mediterraneo alla Francia.
Hotham venne pesantemente criticato al tempo per la condotta tenuta nella battaglia, con una serie di ritardi ed esitazioni che permisero ai francesi di fuggire quando le loro navi potevano facilmente essere distrutte. Il suo secondo in comando, Samuel Goodall, si disse che avesse gettato sul ponte il suo cappello quando seppe dell'ordine di Hotham. Nelson fu critico nei confronti di Martin dicendo che "l'ammiraglio francese, sono certo, non è un uomo saggio, né un ufficiale: era sempre indeciso se combattere o fuggire via." Gli storici successivi sono stati ancora più pungenti nei confronti di Hotham e del suo fallimento; C. S. Forester ha scritto riferendosi alle battaglie in mare del 1795 che "ancora una volta la flotta francese aveva avuto modo di fuggire per la mancanza di energia e diligenza da parte di un ammiraglio britannico." Lo storico Noel Mostert descrisse l'indecisione di Hotham come un "disastroso fallimento" e la collegò alla possibilità di infliggere una sconfitta ancora più grande ai francesi. Nel Mediterraneo non si terranno ulteriori battaglie di peso sino a quelle poi combattute nella campagna del 1798.